# Ел Ујед (покрајина)
Ел Ујед (арап. ولاية الوادي‎), једна је од 48 покрајина у Народној Демократској Републици Алжир. Покрајина се налази у источном делу земље у појасу између планинских венца Аураса и пустиње Сахара, на граници са Тунисом.
Покрајина Ел Ујед покрива укупну површину од 54.573 km² и има 673.934 становника (подаци из 2008. године). Највећи град и административни центар покрајине је град Ел Ујед.